# Vadonville
Vadonville é uma comuna francesa na região administrativa de Grande Leste, no departamento de Meuse. Estende-se por uma área de 5,21 km². Em 2010 a comuna tinha 264 habitantes (densidade: 50,7 hab./km²).